# Norbert Lammert
Norbert Lammert (Bochum, 16 de novembro de 1948) é um sociólogo e político alemão membro do partido da União Democrata-Cristã, foi Presidente do Bundestag da Alemanha, de 18 de outubro de 2005 a 24 de outubro de 2017.

## Biografia
Norbert Lammert nasceu em 1948 em Bochum, foi educado e formado na Universidade de Oxford e na Universidade de Bochum.
Tendo aderido à CDU em 1966, ele foi vice-presidente do ramo Bochum da CDU. Depois de liderar o North Rhine-Westphalia ramo da União Junge (a organização da juventude da CDU), ele foi eleito para o Bundestag em 1980. Durante seu mandato no Bundestag serviu em várias comissões. Após as eleições federais de 2005, Lammert foi eleito pelo Bundestag em 18 de outubro de 2005 para substituir Wolfgang Thierse do Partido Social-Democrata (SPD) como seu presidente. Lammert recebeu 564 dos 607 votos expressos, incluindo a maioria de votos do SPD. Ele foi reeleito para este posto pelo Bundestag após a eleição federal de 2009.
Lammert é católico, casado e pai de quatro filhos